# Spital (Gemeinde Schäffern)
Spital ist eine Ortschaft in der Gemeinde Schäffern in der Steiermark in Österreich. Die Ortschaft hat 49 Einwohner (Stand 1. Jänner 2024).
Das kleine Dorf befindet sich westlich von Schäffern und besteht aus mehreren bäuerlichen Anwesen. Der westlich vorbeifließende Spitalbach, der aus Norden kommt, wo er auch die Grenze zu Niederösterreich darstellt, bildet hier die Grenze zur Gemeinde Tauchen am Wechsel.
Historisch fassbar wird Spital am Hartberg durch seine eponyme Raststation, die an einer damaligen Hauptroute vom Grazer in den Wiener Raum über das Hartbermassiv führte. Noch heute sind im digitalen Geländemodell sehr gut zahlreiche alte Wegelinien direkt über den Hartberg erkennbar. Allerdings dürfte mit dem Ausbau der Semmeringroute (Gründung von Spital am Semmering um 1160 durch Ottokar III.) die erst wenige Jahrzehnte währende Bedeutung des Johanniter – Spitals deutlich abgenommen zu haben. Reste einer romanischen Kapelle, die im Laufe der Zeit in ein Bauernhaus integriert wurde, sind in den 1950er Jahren restlos abgetragen worden.